# Cyril Cleverdon
Cyril W. Cleverdon (Bristol, 9 de setembre de 1914 - Cranfield, 4 de desembre de 1997), va ser un gestor d'informació i documentalista anglès, pioner en la recuperació d'informació en sistemes documentals.
Va proporcionar un objecte d'estudi, una metodologia de recerca i una terminologia que van ser el començament de recerques empíriques i de tall experimental. A més, va establir les directrius apropiades en la indexació automàtica.

## Biografia
Va ser bibliotecari a la seva ciutat natal, en una biblioteca pública entre 1932 i 1938, on es familiaritzà amb els llenguatges documentals (inclosos uns tesaurus primaris). El 1938 ingressa com a bibliotecari especialitzat (futur documentalista) en la Divisió d'Enginyers de la Bristol Aeroplane Co. Ltd. El 1946 fitxa pel College of Aeronautics de Cranfield, més tard anomenat Cranfield Institute of Technology, on treballaria fins a la seva jubilació el 1979. Allí desenvoluparia al costat de R.G. Thorme una primera avaluació sobre el sistema de unitermes UNITERM (1954) que no va concloure.

## Projectes Cranfield
Abans de Cleverdon, els estudis de recuperació d'informació es desenvolupaven dins de l'àmbit filosòfic i especulatiu, i s'obtenien uns resultats que no eren significatius. Cleverdon dotaria de rang científic la disciplina amb els projectes Cranfield I i II.
El 1957, Cleverdon, amb el suport de la National Science Foundation (Fundació Nacional de la Ciència, NSF) dels Estats Units i en col·laboració amb l'Association of Special Libraries and Information Bureaux (Associació de Biblioteques Especialitzades i Gabinets d'Informació, Aslib), va avaluar el funcionament de diversos sistemes d'indexació i el rendiment dels sistemes de recuperació que s'hi basaven.
El primer projecte, el Cranfield I, va durar de 1957 a 1962 i tenia com a objectiu comparar l'efectivitat de quatre sistemes d'indexació: la Classificació Decimal Universal (CDU), una llista d'encapçalaments de matèria, un sistema de classificació colonada o facetada i un índex coordinat d'unitermes (model UNITERM de Mortimer Taube). Apareixien els elements necessaris per a avaluacions posteriors: una col·lecció de documents, una sèrie de judicis de rellevància dels documents expressats en tres nivells i les fórmules per trobar la precisió i el reclam.
Els resultats obtinguts van oferir una taxa d'exhaustivitat alta (una mitjana del 80 %). Va mostrar que el sistema d'indexació que millor rendia era l'índex coordinat d'unitermes, sent el sistema per facetes el més deficitari. Va provar que la millora de la indexació no depèn de l'experiència de l'indexador, sinó del temps dedicat.
El segon projecte, el Cranfield II, va abastar des de 1963 a 1966 i va consolidar aquesta metodologia. En aquesta ocasió, va estudiar els efectes components de 33 llenguatges d'indexació diferenciats en terminologia i estructura. Es va ampliar el nombre de documents i de preguntes. Els autors també van determinar la rellevància dels documents en relació amb les preguntes formulades a través d'una escala de quatre nivells.
Els resultats d'aquest experiment van ser contradictoris. Van oferir millors resultats els llenguatges formats per termes simples o unitermes que els llenguatges documentals de disseny i creació complexa. També es van obtenir millors resultats indexant en els títols dels articles que en els resums. Aquestes conclusions van ser rebatudes pel fet que s'havien produït en un entorn artificial, per la qual cosa resultava ineficaç en entorns reals.
Aquests experiments van descobrir una relació inversa entre reclam i precisió; és a dir, si s'intenta maximitzar la precisió, es minimitza el reclam, i viceversa.

## Incidència posterior i reconeixements
La seva aplicació abasta estudis relacionats amb teories de classificació, indexació, llenguatge natural vs. llenguatge controlat, el model booleà, el model d'espai vectorial o el model probabilístic. Aquests instruments van ser utilitzats en dues de les avaluacions de sistemes de recuperació d'informació més importants: el Medlars, dirigit per Frederick Lancaster, i el SMART dirigit per Gerard Salton. En els noranta, seria incorporat al projecte TREC (Text Retrieval Conference).
Li va ser atorgat el Premi de la SLA el 1962, el Premi ASIS̬&T al Mèrit Acadèmic el 1970 i el premi Gerard Salton el 1991.